# ژوپیتر دولیچنوس

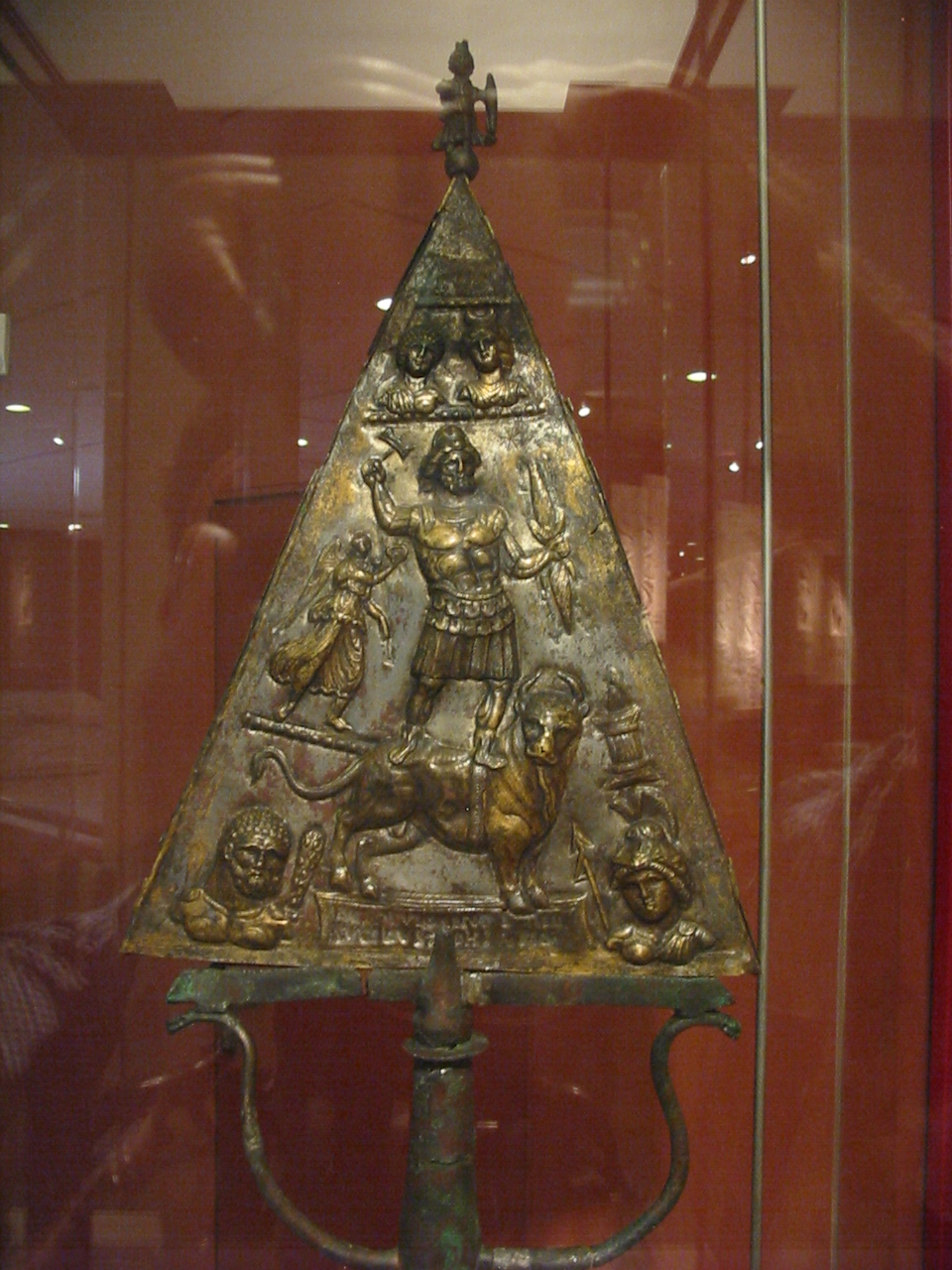
پلاک برنزی ژوپیتر دولیچنوس از کوملود در موزه ملی مجارستان، بوداپست].

ژوپیتر دولیچنوس (انگلیسی: Jupiter Dolichenus) یک خدای رومی بود که پرستش او در یکی از فرقه‌های اسرارآمیز یونانی-رومی از اوایل قرن دوم تا اواسط قرن سوم میلادی در امپراتوری روم رواج داشت. مانند چندین چهره دیگر از فرقه‌های اسرارآمیز، ژوپیتر دولیچنوس یکی از خدایان به اصطلاح شرقی بود. این همان اختراع مجدد شخصیت‌های ظاهراً خارجی رومی است تا به فرقه‌های آنها مشروعیت بخشد و آنها را از آیین‌های خدایان سنتی رومی متمایز کند.